# Мехралі-бек
Мехралі-бек (азерб. Mehrəli bəy; 1735–1763) — 2-й володар Карабаського ханства в 1759—1763 роках, хоча не визнаний за ханським титулом.

## Життєпис
Походив з династії Джеваншир. Другий син Панах Алі-хана, 1-го володаря Карабаського ханства. Народився 1735 року в Сариджали. 1759 року, відправляючись до перського векіля (правителя) Карім Хан Занда, батько передав владу Мехралі-беку. В той же час старший брав Ібрагім Халіл перебував у почесних гостях (заручниках) в Персії. Того ж року після смерті Панах Алі-хана векіль відправив Ібрагім-Халіля перебрати владу в Карабасі.
Але Мехралі-бек відмовився поступатися владою братові. В результаті карабаська знать розділилася між претендентами. За цих обставин Мехралі-бек домовився про допомогу з Фаталі-ханом, правителем Кубинського ханства. Внаслідок цього Ібрагім-Халіл зазнав поразки й відступив до Тебризу. Проте векіль не визнав Мехралі й не надав йому титулу хана. 1763 року Мехралі-бека було вбито Агаси-хан Ширфанським. Після цього владу в Карабасі захопив Ібрагім-Халіл.